# Sandy McDade
Sandra Isobel McDade, detta Sandy (Galashiels, 1964), è un'attrice britannica.
Ha recitato a teatro in classici shakespeariani come Macbeth (1988) e La casa di Bernarda Alba al National Theatre di Londra nel 1988. Nel 1994 è stata candidata al Laurence Olivier Award alla miglior attrice non protagonista per The Life of Stuff e nel 2003 ha vinto l'Evening Standard Award per Iron. Nel 2016 interpreta Minerva McGranitt nel cast originale di Harry Potter e la maledizione dell'erede a Londra.

## Filmografia

### Cinema
- Londra mi fa morire (London Kills Me), regia di Hanif Kureishi (1991)
- Restoration - Il peccato e il castigo (Restoration), regia di Michael Hoffman (1995)
- Lady Henderson presenta (Mrs Henderson Presents), regia di Stephen Frears (2005)
- Jane Eyre, regia di Cary Fukunaga (2011)

### Televisione
- Metropolitan Police - serie TV, 2 episodi (1992-2000)
- Taggart - serie TV, 3 episodi (1992-2008)
- Randall & Hopkirk - serie TV, 1 episodio (2000)
- Holby City - serie TV, 1 episodio (2001)
- The Office - serie TV, 2 episodi (2003)
- Jack Frost - serie TV, 1 episodio (2004)
- Secret Smile - serie TV, 1 episodio (2005)
- Testimoni silenziosi (Silent Witness) - serie TV, 1 episodio (2007)
- New Tricks - Nuove tracce per vecchie volpi (New Tricks) - serie TV, 1 episodio (2012)
- Misfits - serie TV, 1 episodio (2012)
- Poirot - serie TV, 1 episodio (2013)
- Agatha Raisin - serie TV, 1 episodio (2013)
- Padre Brown (Father Brown) - serie TV, 1 episodio (2015)
- EastEnders - serial TV, 2 puntate (2015-2016)
- La Ruota del Tempo (The Wheel of Time) – serie TV, 4 episodi (2021-2023)

## Doppiatrici italiane
- Alessandra Korompay in Jane Eyre